# 崇实书院书房
崇实书院书房位于中国陕西省咸阳市泾阳县泾干街道姚家巷，已列为陕西省文物保护单位。

## 保护
2014年6月9日，崇实书院书房公布为第六批陕西省文物保护单位，编号6-3-6。